# Numer trzynasty
Numer trzynasty (tytuł oryg. Number 13, tytuł alt. Mrs. Peabody) – brytyjska niema komedia krótkometrażowa. Film miał być debiutem reżyserskim Alfreda Hitchcocka, lecz z przyczyn finansowych nie został on ukończony. Do głównych ról byli zaangażowani Clare Greet i Ernest Thesiger. Scenariusz autorstwa Elsie Codd – jak i większość zdjęć – nie zachował się do czasów współczesnych. Fabuła miała przedstawiać losy niezamożnych mieszkańców budynku sfinansowanego przez trust Peabody, założony przez amerykańskiego bankiera i filantropa George’a Peabody’ego w celu zapewnienia mieszkania londyńczykom będącym w potrzebie.
Podobnie jak w przypadku dreszczowca melodramatycznego Orzeł z gór (1927), Numer trzynasty był bezskutecznie poszukiwany przez historyków czy kolekcjonerów. Hitchcock w późniejszych latach wielokrotnie wyrażał ulgę z powodu niezachowania się żadnych materiałów z filmu.

## Fabuła
Fabuła Numeru trzynastego rozgrywała się w środowisku londyńskiej niższej klasy średniej, zamieszkującej tanie osiedle Peabody Buildings. W 1930 reżyser filmu Alfred Hitchcock w następujących słowach wypowiadał się na temat głównego wątku: „Fabuła opowiadała o marzeniu sprzątaczki, która kupiła bilet na loterii, optymistycznie marzyła o bogactwie, wszyscy przyjaciele byli honorowymi gośćmi w jej rezydencji – dżentelmen, który był wyjątkowo uprzejmy, pozwalał jej nosić diadem od rana do wieczora – a wszyscy, którzy byli do niej wrogo nastawieni, stali się jej sługami”.

## Obsada
Opracowano na podstawie materiału źródłowego:
- Clare Greet – pani Peabody
- Ernest Thesiger – pan Peabody

## Produkcja

### Scenariusz

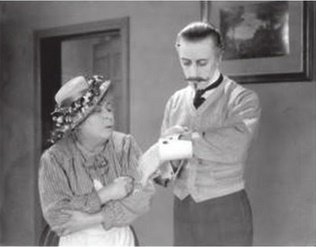
Clare Greet i Ernest Thesiger w kadrze z filmu Numer trzynasty

Zdaniem Johna Russella Taylora, autora biografii Hitch: The Life and Times of Alfred Hitchcock (1978), za scenariusz do Numeru trzynastego odpowiedzialna jest Anita Ross, choć Patrick McGilligan, inny z biografów Hitchcocka, utrzymywał, że tożsamość kobiety była nieznana. Według różnych źródeł Ross była zatrudniona w studiu przy Pool Street na Islington i miała na swoim koncie współpracę z Charliem Chaplinem, co – jak wspominał Hitchcock – było wystarczająco prestiżowe, aby wspomóc projekt od podstaw. Jednak w rozmowie z Peterem Bogdanovichem z 1972 reżyser jako autorkę scenariusza wymienił Elsie Codd, która rzeczywiście współpracowała z Chaplinem i była brytyjską publicystką w Hollywood od 1919, nim wróciła do Anglii, gdzie zajęła się reklamą FPLB oraz pisała artykuły dla magazynu „Picturegoer”, głównie o Chaplinie.

### Realizacja
Pod koniec 1922 Alfred Hitchcock pożyczył od swojego stryja Josepha pieniądze, aby móc sfinansować film, który chciał zrealizować niezależnie. Część gotówki dołożyła z własnych środków zatrudniona do głównej roli kobiecej Clare Greet. Film miał nosić tytuł Mrs. Peabody lub Number Thirteen. Zdjęcia realizowano m.in. w londyńskiej dzielnicy Rotherhithe na południe od Tamizy, gdzie znajdował się pub „The Angel”.
Po nagraniu dwóch szpul produkcję Numeru trzynastego przerwano, ponieważ zabrakło funduszy na dalszą realizację projektu (niektóre źródła utrzymywały, że główną przyczyną takiej decyzji miała być zmiana właściciela wytwórni). Zdaniem Gene’a Adaira bezpośrednią przyczyną wstrzymania produkcji były kłopoty finansowe studia na Islington, a kompania Famous Players-Lasky zaprzestała realizowania brytyjskich filmów, zachowując jednak sprzęt i urządzenia. Wspomniana firma zaczęła wynajmować swoje studio na Islington niezależnym producentom, w szczególności Michaelowi Balconowi i Victorowi Saville’owi, którzy założyli Gainsborough Pictures.
Niepowodzenie prac nad Numerem trzynastym było pouczającym doświadczeniem dla początkującego reżysera, który wiedział, że na przyszłość będzie musiał pamiętać o zabezpieczeniu finansowej strony produkcji filmu.

## Dalsze losy filmu
W 1925, gdy Hitchcock pełnił funkcję reżysera w studiu Gainsborough, powrócono do pomysłu dokończenia realizacji Numeru trzynastego. Szef przedsiębiorstwa Michael Balcon zwrócił się z prośbą do reżysera Adriana Brunela, współpracującego m.in. z Ivorem Montagu, by ten zechciał przejrzeć nieukończony materiał. 11 listopada 1925 Brunel wystosował list do Balcona, przyznając, że rozmawiał z Hitchcockiem o możliwości dokończenia produkcji, jednak jego zdaniem przedsięwzięcie, z uwagi na zbyt duże koszty potrzebne do realizacji wielu nowych scen, wydawało się mało opłacalne. Skutkiem tego było zaniechanie dalszej próby dokończenia filmu.
W 1930 Hitchcock przyznawał, że cała ekipa była niedoświadczona, przez co zrealizowano zwykłą komedię zamiast farsy. W sierpniu 1962 w trakcie rozmów, które François Truffaut przeprowadzał z angielskim filmowcem, podtrzymywał on krytyczną ocenę nagranego materiału, uznając, że „naprawdę nie było to dobre”.
Numer trzynasty, podobnie jak pełnometrażowy Orzeł z gór (1927), był bezskutecznie poszukiwany przez historyków filmowych i kolekcjonerów. W późniejszych latach Hitchcock wielokrotnie wyrażał ulgę z powodu niezachowania się żadnych materiałów z filmu.